# 黑尔格·利耶比约恩
黑尔格·利耶比约恩（瑞典語：Helge Liljebjörn，1904年8月16日—1952年5月2日），瑞典男子足球运动员，司职中场，所属俱乐部为加爾斯。他曾代表瑞典国家队参加1934年国际足联世界杯，结果队伍获得第八名。